# 셰이크 자이드 모스크
셰이크 자이드 모스크(아랍어: جامع الشيخ زايد الكبير, 영어: Sheikh Zayed Mosque)는 아랍에미리트의 수도 아부다비에 있는 아랍에미리트 최대크기의 모스크이다. 1998년 착공하여 약 9년 간의 건설 끝에 2007년 완공되었다. 2004년 사망한 초대 아랍에미리트의 대통령 셰이크 자이드의 묘소가 이곳에 마련되어 있다.

## 같이 보기
- 아랍에미리트의 대통령